# La Colonie silencieuse
La Colonie silencieuse (titre original : The Silent Colony) est une nouvelle à la fois tragique et humoristique de science-fiction de Robert Silverberg.
Elle est connue, outre sa teneur intrinsèque, pour avoir été la première nouvelle de Silverberg à être publiée dans un magazine américain (la nouvelle Opération Méduse avait été publiée dans un magazine écossais).

## Publications
Au total, et si l'on ne prend en compte que les États-Unis, le Royaume-Uni, l'Allemagne et la France, la nouvelle a été publiée à une douzaine de reprises dans des recueils de nouvelles de Silverberg ou des anthologies.

### Publications aux États-Unis
La nouvelle est parue aux États-Unis en octobre 1954 sous le titre The Silent Colony, dans le magazine Future Science Fiction. 

### Publications en France
La nouvelle est parue en langue française en septembre 1958. Elle a été de nouveau publiée en 2002, aux éditions Flammarion, dans le recueil Le Chemin de la nuit (grand format), avec une traduction d'Hélène Collon ; une nouvelle édition en format poche est intervenue en 2004 avec la même traduction. Elle est l'une des 124 meilleures nouvelles de Silverberg sélectionnées pour l'ensemble de recueils Nouvelles au fil du temps, dont Le Chemin de la nuit est le premier tome.

### Publications en Allemagne
Elle est parue en Allemagne en 1958 sous le titre Die schweigende Kolonie, puis en 1979 sous le titre Die stumme Kolonie.

## Résumé
Trois extraterrestres, Skrid, Emerak et Ullowa, explorent le système solaire. Ils constatent que la vie existe sur la troisième planète gravitant autour du Soleil, et malgré leurs peurs, s'approchent de la planète.
Soudain, ces explorateurs meurent les uns après les autres en se décomposant.
La raison est simple : provenant de la planète Pluton et étant constitués de molécules de glace et de méthane, le premier rayon du soleil miroitant sur la surface de l'Antarctique a entraîné leur fonte, et donc leur disparition. 
La dernière phrase de la nouvelle est : « Le soleil commençait à monter à l'horizon, dardant des rayons impitoyables ».

## Remarque
- Dans le recueil Le Chemin de la nuit, chaque nouvelle est précédée d'une courte préface dans laquelle Robert Silverberg évoque les conditions de création de la nouvelle, sa situation économique, sociale, psychologique et personnelle au moment de sa rédaction, ou encore la situation du monde des écrivains de science-fiction. Concernant cette nouvelle, l'auteur explique qu'elle est une « imitation de Robert Sheckley : une tentative de reproduction de son style à la fois clair et flegmatique et de l'ingéniosité de ses intrigues. »